# Campionatul European de Volei Masculin din 2021
Campionatul European de Volei Masculin din 2021 a fost cea de-a treizeci și doua ediție a Campionatului European de Volei organizată de CEV. A fost găzduită de Cehia, Estonia, Finlanda și Polonia din 1 septembrie până pe 19 septembrie 2021.

## Calificări
| Mijloace de calificare        | Calificare | Mijloace de calificare | Mijloace de calificare           | Calificare        |
| ----------------------------- | ---------- | ---------------------- | -------------------------------- | ----------------- |
| Țări gazdă                    | Polonia    | Calificare             | Grupa A                          | Țările de Jos     |
| Țări gazdă                    | Cehia      | Calificare             | Grupa B                          | Bulgaria          |
| Țări gazdă                    | Estonia    | Calificare             | Grupa C                          | Turcia            |
| Țări gazdă                    | Finlanda   | Calificare             | Grupa D                          | Letonia           |
| Campionatul European din 2019 | Serbia     | Calificare             | Grupa E                          | Slovacia          |
| Campionatul European din 2019 | Slovenia   | Calificare             | Grupa F                          | Muntenegru        |
| Campionatul European din 2019 | Franța     | Calificare             | Grupa G                          | Portugalia        |
| Campionatul European din 2019 | Rusia      | Calificare             | cele mai bine clasate pe locul 2 | Macedonia de Nord |
| Campionatul European din 2019 | Italia     | Calificare             | cele mai bine clasate pe locul 2 | Spania            |
| Campionatul European din 2019 | Ucraina    | Calificare             | cele mai bine clasate pe locul 2 | Grecia            |
| Campionatul European din 2019 | Germania   | Calificare             | cele mai bine clasate pe locul 2 | Croația           |
| Campionatul European din 2019 | Belgia     | Calificare             | cele mai bine clasate pe locul 2 | Belarus           |

## Compunerea grupelor
Tragerea la sorți este combinată cu locul din clasament al federațiilor naționale și se realizează după cum urmează:
- Cele 4 organizatoare au fost incluse în grupele preliminare. Polonia în Grupa A, Cehia în Grupa B, Finlanda în Grupa C și Estonia în Grupa D.
- Prima și a doua cele mai bine clasate din ediția anterioară sunt incluse în grupe preliminare diferite.
- Organizatoarele au putut selecta o echipă care să se alăture grupelor lor.
- Conform clasamentului de la 1 ianuarie 2020, cele 16 echipe rămase sunt clasificate în ordine descrescătoare într-un număr de grupe egal cu numărul de grupe preliminare.

| Urna 1                               | Urna 2                           | Urna 3                         | Urna 4                                          |
| ------------------------------------ | -------------------------------- | ------------------------------ | ----------------------------------------------- |
| Serbia Franța Slovenia Țările de Jos | Germania Bulgaria Turcia Ucraina | Spania Slovacia Grecia Belarus | Portugalia Muntenegru Macedonia de Nord Croația |

### Tragerea la sorți
Tragerea la sorți a avut loc la 20 mai 2021 la Belgrad.
| Grupa A    | Grupa B    | Grupa C           | Grupa D  |
| ---------- | ---------- | ----------------- | -------- |
| Polonia    | Cehia      | Finlanda          | Estonia  |
| Belgia     | Italia     | Rusia             | Letonia  |
| Serbia     | Slovenia   | Țările de Jos     | Franța   |
| Ucraina    | Bulgaria   | Turcia            | Germania |
| Grecia     | Belarus    | Spania            | Slovacia |
| Portugalia | Muntenegru | Macedonia de Nord | Croația  |

## Arene
| Cracovia (Grupa A)                                                                                  | Cracovia (Grupa A)                  | Gdańsk (Optimi, Sferturi) | Gdańsk (Optimi, Sferturi) | Katowice (Semifinale, Finala) | Katowice (Semifinale, Finala) |
| --------------------------------------------------------------------------------------------------- | ----------------------------------- | ------------------------- | ------------------------- | ----------------------------- | ----------------------------- |
| Tauron Arena                                                                                        | Tauron Arena                        | Ergo Arena                | Ergo Arena                | Spodek                        | Spodek                        |
| Capacitate: 15.030                                                                                  | Capacitate: 15.030                  | Capacitate: 11.409        | Capacitate: 11.409        | Capacitate: 11.500            | Capacitate: 11.500            |
| |                                     |                           |                           |                               |                               |
| CracoviaGdańskKatowiceOstravaTampereTallinnCampionatul European de Volei Masculin din 2021 (Europa) |                                     |                           |                           |                               |                               |
| Ostrava (Grupa B, Optimi, Sferturi)                                                                 | Ostrava (Grupa B, Optimi, Sferturi) | Tampere (Grupa C)         | Tampere (Grupa C)         | Tallinn (Grupa D)             | Tallinn (Grupa D)             |
| Ostravar Aréna                                                                                      | Ostravar Aréna                      | Tampere Ice Stadium       | Tampere Ice Stadium       | Saku Suurhall                 | Saku Suurhall                 |
| Capacitate: 10.000                                                                                  | Capacitate: 10.000                  | Capacitate: 7.300         | Capacitate: 7.300         | Capacitate: 7.200             | Capacitate: 7.200             |
| |                                     |                           |                           |                               |                               |

## Reguli de clasare
1. Numărul de meciuri câștigate
2. Numărul de puncte
3. Raport seturi
4. Raport puncte
5. Dacă egalitatea persistă conform raportului de puncte dintre două echipe, prioritatea va fi acordată echipei care a câștigat meciul direct. Dacă raportul de puncte este în continuare egal între trei sau mai multe echipe, se realizează un nou clasament între aceste echipe luându-se în considerare primele patru criterii pe baza meciurilor directe.

Pentru un meci câștigat cu 3-0 sau 3-1: se acordă 3 puncte pentru echipa câștigătoare și 0 puncte pentru echipa învinsă.
Pentru un meci câștigat cu 3-2: se acordă 2 puncte pentru echipa câștigătoare și 1 punct pentru echipa învinsă.

## Faza preliminară
| Calificare pentru optimile de finală |

### Grupa A
| L | Echipa     | M | V | Î | P  | SC | SP | Ratio 1 | PÎ  | PP    | Ratio 2 |
| - | ---------- | - | - | - | -- | -- | -- | ------- | --- | ----- | ------- |
| 1 | Polonia    | 5 | 5 | 0 | 14 | 15 | 4  | 3,750   | 453 | 381   | 1,189   |
| 2 | Serbia     | 5 | 4 | 1 | 12 | 14 | 7  | 2,000   | 491 | 432   | 1,137   |
| 3 | Ucraina    | 5 | 3 | 2 | 7  | 9  | 11 | 0,818   | 446 | 446   | 1,000   |
| 4 | Portugalia | 5 | 2 | 3 | 6  | 10 | 12 | 0,583   | 459 | 502   | 0,014   |
| 5 | Belgia     | 5 | 1 | 4 | 4  | 7  | 12 | 0,583   | 408 | 435   | 0,938   |
| 6 | Grecia     | 5 | 0 | 5 | 2  | 6  | 15 | 434     | 495 | 0,877 |         |

Legendă:
M= meciuri jucate, V=victorii, Î=înfrângeri, P=puncte, SC=seturi câștigate, SP=seturi pierdute, PM=puncte marcate, PP=puncte încasate

### Grupa B
| L | Echipa     | M | V | Î | P  | SC | SP | Ratio 1 | PÎ  | PP  | Ratio 2 |
| - | ---------- | - | - | - | -- | -- | -- | ------- | --- | --- | ------- |
| 1 | Italia     | 5 | 5 | 0 | 15 | 15 | 2  | 7,500   | 418 | 336 | 1,244   |
| 2 | Slovenia   | 5 | 3 | 2 | 9  | 10 | 6  | 1,667   | 379 | 329 | 1,152   |
| 3 | Bulgaria   | 5 | 3 | 2 | 8  | 10 | 9  | 1,111   | 415 | 405 | 1,025   |
| 4 | Cehia      | 5 | 2 | 3 | 7  | 10 | 10 | 1,000   | 438 | 446 | 0,982   |
| 5 | Belarus    | 5 | 2 | 3 | 6  | 7  | 10 | 0,892   | 348 | 390 | 0,892   |
| 6 | Muntenegru | 5 | 0 | 5 | 0  | 0  | 15 | 0,000   | 291 | 383 | 0,760   |

Legendă:
M= meciuri jucate, V=victorii, Î=înfrângeri, P=puncte, SC=seturi câștigate, SP=seturi pierdute, PM=puncte marcate, PP=puncte încasate

### Grupa C
| L | Echipa            | M | V | Î | P  | SC | SP | Ratio 1 | PÎ  | PP  | Ratio 2 |
| - | ----------------- | - | - | - | -- | -- | -- | ------- | --- | --- | ------- |
| 1 | Țările de Jos     | 5 | 4 | 1 | 13 | 14 | 5  | 2,800   | 447 | 425 | 1,052   |
| 2 | Rusia             | 5 | 4 | 1 | 11 | 13 | 7  | 1,857   | 464 | 396 | 1,172   |
| 3 | Turcia            | 5 | 4 | 1 | 10 | 12 | 8  | 1,500   | 476 | 445 | 1,070   |
| 4 | Finlanda          | 5 | 3 | 2 | 8  | 11 | 9  | 1,222   | 455 | 437 | 1,041   |
| 5 | Spania            | 5 | 1 | 4 | 3  | 5  | 13 | 0,385   | 400 | 443 | 0,903   |
| 6 | Macedonia de Nord | 5 | 0 | 5 | 0  | 2  | 15 | 0,133   | 329 | 425 | 0,774   |

Legendă:
M= meciuri jucate, V=victorii, Î=înfrângeri, P=puncte, SC=seturi câștigate, SP=seturi pierdute, PM=puncte marcate, PP=puncte încasate

### Grupa D
| L | Echipa   | M | V | Î | P  | SC | SP | Ratio 1 | PÎ  | PP  | Ratio 2 |
| - | -------- | - | - | - | -- | -- | -- | ------- | --- | --- | ------- |
| 1 | Franța   | 5 | 5 | 0 | 15 | 15 | 1  | 15,000  | 397 | 317 | 1,252   |
| 2 | Germania | 5 | 4 | 1 | 11 | 13 | 6  | 2,167   | 463 | 389 | 1,190   |
| 3 | Croația  | 5 | 3 | 2 | 7  | 9  | 11 | 0,818   | 443 | 461 | 0,888   |
| 4 | Letonia  | 5 | 1 | 4 | 5  | 8  | 13 | 0,615   | 434 | 489 | 0,888   |
| 5 | Slovacia | 5 | 1 | 4 | 4  | 8  | 14 | 0,571   | 453 | 502 | 0,902   |
| 6 | Estonia  | 5 | 1 | 4 | 3  | 6  | 14 | 0,429   | 414 | 446 | 0,928   |

Legendă:
M= meciuri jucate, V=victorii, Î=înfrângeri, P=puncte, SC=seturi câștigate, SP=seturi pierdute, PM=puncte marcate, PP=puncte încasate

## Runda eliminatorie
|  | Optimi de finală      | Optimi de finală      |                        |   | Sferturi de finală    | Sferturi de finală    |                        |                        | Semifinale | Semifinale |  |  | Finala | Finala |
|  |                       |                       |                        |   |                       |                       |                        |                        |            |            |  |  |        |        |
|  | 11 septembrie–Gdańsk  |                       |                        |   |                       |                       |                        |                        |            |            |  |  |        |        |
|  |                       |                       |                        |   |                       |                       |                        |                        |            |            |  |  |        |        |
|  | Polonia               | 3                     |                        |   |                       |                       |                        |                        |            |            |  |  |        |        |
|  | Polonia               | 3                     | 14 septembrie–Gdańsk   |   |                       |                       |                        |                        |            |            |  |  |        |        |
|  | Finlanda              | 0                     |                        |   |                       |                       |                        |                        |            |            |  |  |        |        |
|  | Finlanda              | 0                     | Polonia                | 3 |                       |                       |                        |                        |            |            |  |  |        |        |
|  | 11 septembrie–Gdańsk  |                       | Polonia                | 3 |                       |                       |                        |                        |            |            |  |  |        |        |
|  |                       | Rusia                 | 0                      |   |                       |                       |                        |                        |            |            |  |  |        |        |
|  | Rusia                 | Rusia                 | 0                      | 3 |                       |                       |                        |                        |            |            |  |  |        |        |
|  | Rusia                 |                       | 18 septembrie–Katowice | 3 |                       |                       |                        |                        |            |            |  |  |        |        |
|  | Ucraina               | 1                     |                        |   |                       |                       |                        |                        |            |            |  |  |        |        |
|  | Ucraina               | 1                     | Polonia                | 1 |                       |                       |                        |                        |            |            |  |  |        |        |
|  | 13 septembrie–Ostrava |                       | Polonia                | 1 |                       |                       |                        |                        |            |            |  |  |        |        |
|  |                       | Slovenia              | 3                      |   |                       |                       |                        |                        |            |            |  |  |        |        |
|  | Franța                | Slovenia              | 3                      | 0 |                       |                       |                        |                        |            |            |  |  |        |        |
|  | Franța                | 15 septembrie–Ostrava |                        | 0 |                       |                       |                        |                        |            |            |  |  |        |        |
|  | Cehia                 | 3                     |                        |   |                       |                       |                        |                        |            |            |  |  |        |        |
|  | Cehia                 | 3                     | Cehia                  | 0 |                       |                       |                        |                        |            |            |  |  |        |        |
|  | 13 septembrie–Ostrava |                       | Cehia                  | 0 |                       |                       |                        |                        |            |            |  |  |        |        |
|  |                       | Slovenia              | 3                      |   |                       |                       |                        |                        |            |            |  |  |        |        |
|  | Slovenia              | Slovenia              | 3                      | 3 |                       |                       |                        |                        |            |            |  |  |        |        |
|  | Slovenia              |                       | 19 septembrie–Katowice | 3 |                       |                       |                        |                        |            |            |  |  |        |        |
|  | Croația               | 1                     |                        |   |                       |                       |                        |                        |            |            |  |  |        |        |
|  | Croația               | 1                     | Slovenia               | 2 |                       |                       |                        |                        |            |            |  |  |        |        |
|  | 12 septembrie–Gdańsk  |                       | Slovenia               | 2 |                       |                       |                        |                        |            |            |  |  |        |        |
|  |                       | Italia                | 3                      |   |                       |                       |                        |                        |            |            |  |  |        |        |
|  | Țările de Jos         | Italia                | 3                      | 3 |                       |                       |                        |                        |            |            |  |  |        |        |
|  | Țările de Jos         | 14 septembrie–Gdańsk  |                        | 3 |                       |                       |                        |                        |            |            |  |  |        |        |
|  | Portugalia            | 2                     |                        |   |                       |                       |                        |                        |            |            |  |  |        |        |
|  | Portugalia            | 2                     | Țările de Jos          | 0 |                       |                       |                        |                        |            |            |  |  |        |        |
|  | 12 septembrie–Gdańsk  |                       | Țările de Jos          | 0 |                       |                       |                        |                        |            |            |  |  |        |        |
|  |                       | Serbia                | 3                      |   |                       |                       |                        |                        |            |            |  |  |        |        |
|  | Serbia                | Serbia                | 3                      | 3 |                       |                       |                        |                        |            |            |  |  |        |        |
|  | Serbia                |                       | 18 septembrie–Katowice | 3 |                       |                       |                        |                        |            |            |  |  |        |        |
|  | Turcia                | 2                     |                        |   |                       |                       |                        |                        |            |            |  |  |        |        |
|  | Turcia                | 2                     | Serbia                 | 1 |                       |                       |                        |                        |            |            |  |  |        |        |
|  | 12 septembrie–Ostrava |                       | Serbia                 | 1 |                       |                       |                        |                        |            |            |  |  |        |        |
|  |                       | Italia                | 3                      |   | Meciul pentru locul 3 | Meciul pentru locul 3 |                        |                        |            |            |  |  |        |        |
|  | Italia                | Italia                | 3                      | 3 | Meciul pentru locul 3 | Meciul pentru locul 3 |                        |                        |            |            |  |  |        |        |
|  | Italia                | 15 septembrie–Ostrava | 15 septembrie–Ostrava  | 3 |                       |                       | 19 septembrie–Katowice | 19 septembrie–Katowice |            |            |  |  |        |        |
|  | Letonia               | 15 septembrie–Ostrava | 15 septembrie–Ostrava  | 0 |                       |                       | 19 septembrie–Katowice | 19 septembrie–Katowice |            |            |  |  |        |        |
|  | Letonia               | Italia                | 3                      | 0 | Polonia               | 3                     |                        |                        |            |            |  |  |        |        |
|  | 12 septembrie–Ostrava | Italia                | 3                      |   | Polonia               | 3                     |                        |                        |            |            |  |  |        |        |
|  |                       | Germania              | 0                      |   | Serbia                | 0                     |                        |                        |            |            |  |  |        |        |
|  | Germania              | Germania              | 0                      | 3 | Serbia                | 0                     |                        |                        |            |            |  |  |        |        |
|  | Germania              |                       |                        | 3 |                       |                       |                        |                        |            |            |  |  |        |        |
|  | Bulgaria              | 1                     |                        |   |                       |                       |                        |                        |            |            |  |  |        |        |
|  | Bulgaria              | 1                     |                        |   |                       |                       |                        |                        |            |            |  |  |        |        |